# 百代新聞社
百代新聞社（英語：Pathé News），是一家新聞短片與紀錄片製作公司，1896年於法國巴黎由法國人查理·百代所開創。1910年創立英國倫敦辦公室。中間轉手多次，至1958年轉賣美國華納兄弟（Warner Bros.）。1970年2月停止電影新聞短片製作，百代新聞社就此結束。從2002年起由各機構贊助，開始數位化影片。至2014年4月英國百代（British Pathé）將該新聞社全部新聞影片全部數位化，全部傳至YouTube的英國百代頻道，各类影片有85000支之多。

## 外部連結
- British Pathé Online Archive （页面存档备份，存于）
- YouTube上的百代新聞社頻道
- 17 of the 38 News Magazine of the Screen shorts
- News on Screen – research resource for British newsreels and cinemagazines （页面存档备份，存于）